# 杨家杖子街道
杨家杖子街道是中华人民共和国辽宁省葫芦岛市连山区下辖的一个街道办事处。

## 行政区划
杨家杖子街道下辖以下村级行政区划单位：
寺前社区、松北社区、杨杖子社区、莲花山社区、友好社区、山城社区、局前社区、白沙社区、毛屯社区、教育园社区、黑鱼沟村、富儿沟村和白杨木沟村。